# Kościół św. Stanisława w Sikorach
Kościół św. Stanisława BM w Sikorach – rzymskokatolicka świątynia parafialna znajdująca się w Sikorach (powiat drawski).

## Historia
Skromną świątynię w stylu neoromańskim wybudowano w 1869 dla lokalnych protestantów. Obiekt wzniesiono z kamienia polnego, w centrum wsi, na wzgórzu. Parafię katolicką przy kościele erygowano 29 sierpnia 2001.